# 貫徹
| ウィキペディアには「貫徹」という見出しの百科事典記事はありません（タイトルに「貫徹」を含むページの一覧/「貫徹」で始まるページの一覧）。 代わりにウィクショナリーのページ「貫徹」が役に立つかもしれません。 |